# Йохан II фон Тирщайн
Йохан II фон Тирщайн (на немски: Johann II von Tierstein; † 27 юли 1455 в Пфефинген) е пфалцграф, граф на Тирщайн в Зизгау в кантон Санкт Гален и господар на Блумберг в Шварцвалд и Пфефинген в кантон Базел Ландшафт, Швейцария.

## Биография
Той е син на граф Валрам IV фон Тирщайн († 9 юли 1386 в битката при Земпах) и съпругата му Аделхайд фон Баден († 1370/1373), вдовица на маркграф Рудолф V фон Баден († 1361), дъщеря на Рудолф Хесо фон Баден († 1335) и Йохана от Бургундия († 1349).
Брат е на Бернхард фон Тирщайн († 1437), пфалцграф, граф на Тирщайн и господар на Пфефинген.
През края на 12 век графовете фон Тирщайн наследяват замък Пфефинген от графовете фон Заугерн. През средата на 13 век замъкът е реставриран и фамилията фон Тирщайн резидират там. През началото на 14 век замъкът е зависим от епископство Базел и отношенията между епископа и род Тирщайн не са най-добри. През 1335 г. епископът на Базел обсажда неуспешно замъка. Около средата на 14 век фамилията Тирщайн се разделя на две линии. Едната линия живее веднага във Фарнсбург, а другата в Ной-Тирщайн и Пфефинген. Със смъртта на Освалд II (1513) и Вилхелм (1519) фамилията Тирщайн-Пфефинген измира. След това Базел окупира замъка.

## Фамилия
Първи брак: Йохан II фон Тирщайн се жени за Катарина фон Гранге († пр. 1411). Те имат една дъщеря († 1434), омъжена сл. 26 януари 1425 г. за Змасман (Максимин) I фон Раполтщайн-Хоенак († 1451).
Втори брак: Йохан II фон Тирщайн се жени втори път сл. 1411 г. за Гертруд фон Винек († сл. 1445). Те имат шест деца:
- Освалд I фон Тирщайн (* ок. 1425; † 29 март – 6 септември 1488 в Баден), господар на Пфефинген, женен пр. 13 януари 1471 г. за Отилия фон Насау-Диленбург-Вианден († 1493)
- Вилхелм фон Тирщайн († 16 октомври 1498, Брунщат)
- Анна фон Тирщайн († сл. 1475), омъжена Ханс бургграф фон Линц († 1475)
- Агнес фон Тирщайн († 1470), омъжена I. на 20 март 1430 г. за херцог Улрих II фон Тек († 7 август 1432), II. на 29 март 1433 г. за Хуго фон Рехберг, господар на Шарфенберг-Хоенрехберг († 1468)
- Етенен фон Тирщайн († сл. 1465)
- Греденелин фон Тирщайн († сл. 1465)